# Desde allá
Desde allá es una película dramática venezolana dirigida por Lorenzo Vigas. Ganó el León de Oro en el Festival Internacional de Cine de Venecia de 2015 y otros premios, como el de mejor película y mejor dirección de la edición número 49 del Festival Internacional de Cine de Viña del Mar (FICVIÑA), en Chile, el 10 de septiembre de 2016. La película ha sido titulada como Los amantes de Caracas en algunos países.
La película es protagonizada por el actor chileno Alfredo Castro y el joven actor venezolano Luis Alejandro Silva, en su primer papel protagonista (Silva había actuado en La hora cero, 2011, de Diego Velasco, en la que interpretó al delincuente La Parca de joven, y en La distancia más larga, 2013, de Claudia Pinto, en la que de nuevo encarnó a un delincuente).

## Sinopsis
La película trata sobre un protésico dental de mediana edad que contrata chicos para que se desnuden en su apartamento mientras se masturba. Este hombre acaba obsesionado con uno de ellos, un pandillero llamado Élder.

## Recepción
El Centro Nacional Autónomo de Cinematografía (CNAC) anunció la candidatura de Desde allá en la categoría de mejor película iberoamericana de los Premios Goya 2017 y también su postulación para participar en el apartado de mejor película extranjera en los premios Óscar 2017.

## Premios y nominaciones
La película ha recibido los siguientes premios y nominaciones:
| Premio                                          | Categoría                                   | Nominado                                                        | Resultado | Ref(s) |
| ----------------------------------------------- | ------------------------------------------- | --------------------------------------------------------------- | --------- | ------ |
| Festival del American Film Institute            | Premio de la Audiencia a los Nuevos Autores | Lorenzo Vigas                                                   | Nominado  |        |
| Festival de Cine de Biarritz                    | Mejor Actor                                 | Luis Silva                                                      | Ganador   |        |
| Festival de Cine de Glasgow                     | Premio de la Audiencia                      | Lorenzo Vigas                                                   | Nominado  |        |
| 31.ª edición de los Premios Goya                | Mejor película iberoamericana               | Lorenzo Vigas                                                   | Nominado  |        |
| Festival de Cine de La Habana                   | Mejor Película                              | Lorenzo Vigas                                                   | Ganador   |        |
| Festival de Cine de Lima                        | Mejor Director                              | Lorenzo Vigas                                                   | Ganador   |        |
| Festival Internacional de Cine de Mar del Plata | Mejor Película Latinoamericana              | Lorenzo Vigas                                                   | Nominado  |        |
| Festival Internacional de Cine de Miami         | Mejor Guion                                 | Lorenzo Vigas                                                   | Ganador   |        |
| Festival de Cine de Montclair                   | Competencia de Largometraje Narrativo       | Lorenzo Vigas                                                   | Nominado  |        |
| Festival de Cine de Múnich                      | Mejor Película de un Director Emergente     | Lorenzo Vigas                                                   | Nominado  |        |
| Premios Platino                                 | Mejor Interpretación Masculina              | Alfredo Castro                                                  | Nominado  | [ 5 ]  |
| Premios Platino                                 | Mejor Ópera Prima de Ficción                | Lorenzo Vigas                                                   | Nominado  | [ 5 ]  |
| Premios Platino                                 | Mejor Dirección de Montaje                  | Isabela Monteiro de Castro                                      | Nominado  | [ 5 ]  |
| Premios Platino                                 | Mejor Dirección de Sonido                   | Waldir Xavier                                                   | Nominado  | [ 5 ]  |
| Premio Iberoamericano de Cine Fénix             | Mejor Actor                                 | Alfredo Castro                                                  | Nominado  |        |
| Premio Iberoamericano de Cine Fénix             | Mejor Edición                               | Isabela Monteiro de Castro                                      | Nominado  |        |
| Premio Iberoamericano de Cine Fénix             | Mejor Guion                                 | Lorenzo Vigas                                                   | Nominado  |        |
| Premio Iberoamericano de Cine Fénix             | Mejor Película                              | Lorenzo Vigas                                                   | Nominado  |        |
| Festival Internacional de Cine de San Francisco | Mejor Director Nuevo                        | Lorenzo Vigas                                                   | Nominado  |        |
| Festival Internacional de Cine de San Sebastián | Mención Especial                            | Luis Silva                                                      | Ganador   |        |
| Festival Internacional de Cine de San Sebastián | Premio Horizontes                           | Lorenzo Vigas                                                   | Nominado  |        |
| Festival Internacional de Cine de Salónica      | Mejor Actor                                 | Alfredo Castro                                                  | Ganador   |        |
| Festival Internacional de Cine de Salónica      | Mejor Guion                                 | Lorenzo Vigas                                                   | Ganador   |        |
| Festival Internacional de Cine de Salónica      | Alejandro de Oro                            | Lorenzo Vigas                                                   | Nominado  |        |
| 72° Festival Internacional de Cine de Venecia   | León de Oro                                 | Lorenzo Vigas                                                   | Ganador   | [ 6 ]  |
| 72° Festival Internacional de Cine de Venecia   | Gree Drop Award                             | Lorenzo Vigas                                                   | Nominado  |        |
| Festival de Cine de Zagreb                      | Coche de Oro a la Mejor Película            | Lorenzo Vigas Factor RH Producciones Malandro Films Lucia Films | Nominado  |        |
| Festival Internacional de Cine de Viña del Mar  | Mejor Película                              | Lorenzo Vigas                                                   | Ganador   |        |
| Festival Internacional de Cine de Viña del Mar  | Mejor Director                              | Lorenzo Vigas                                                   | Ganador   |        |